# Ревиста Асочиацией Корпулуи Дидактик ши Бисерическ дин Мачедония
„Ревиста Асочиацией Корпулуи Дидактик ши Бисерическ дин Мачедония“ (на румънски: Revista Asociaţiei corpului didactic şi bisericesc din Macedonia, в превод Списание на учебния и църковния корпус в Македония) е румънско списание, издавано в Солун, Гърция, от 28 февруари 1914 до 10 април 1914 година.
Собственик и директор на списанието е Христя Гягя. Излиза три пъти в месеца. Занимава се с румънското църковно и учебно дело в Македония.